# جمعية مرشدات تشاد
جمعية مرشدات تشاد هي المنظمة الإرشادية الوطنية في تشاد والجمهية موجهه للفتيات فقط وتعتبر عضو كامل العضوية في الرابطة العالمية للمرشدات وفتيات الكشافة. تنشط حركة المرشدات في تشاد في كل من المناطق سواء كانت المناطق الحضرية أو المناطق الريفية. اعتبارا من مارس 2002 كان للجمعية 4510 عضو.

## روابط خارجية
- أعضاء الإقليم الأفريقي للمرشدات